# Bikás park (métro de Budapest)
Pour le jardin public, voir Bikás park.
Bikás park est une station du métro de Budapest. Elle est sur la  .